# تاتیانا کراوچنکو
تاتیانا کراوچنکو (به انگلیسی: Tatiana Kravtchenko) ژیمناست زادهٔ ۱۳ ژوئن ۱۹۳۶ میلادی اهل کشور شوروی است.